# Bäckaskog (zámek)
Zámek Bäckaskog leží ve švédské obci Kristianstad v kraji Skåne na úzkém pruhu země mezi jezery Ivösjön a Oppmannsjön. Patří k němu i zámecká kaple. V současnosti slouží budova jako hotel.

## Dějiny zámku
Bäckaskog vznikl ve 13. století jako klášter, který byl roku 1537 v období reformace zrušen. V následujících letech byli majiteli panství šlechtické rody Ulfstand, Brahe, Bille, Parsberg a Ramel. Roku 1684 byl zámek zabaven králem Karlem XI. Poté se stal rezidencí velitele regimentu kavalérie. Velké renovace budovy a okolí byly provedeny například polním maršálem Johanem Christopherem Tollem. Od roku 1885 patřil Bäckaskog korunnímu princi Friedrichu von Dänemark, pozdějšímu Friedrichu VIII., který jej roku 1900 prodal komořímu Filipu Stjernswärdovi.
Roku 1956 došlo k oddělení budov a pozemků. Nájemce Gustaf Ferlenius vytvořil z Bäckaskogofu populární turistický cíl. Roku 1996 odkoupil zámek státní pozemkový úřad.